# Тєшилово (Калузька область)
Тєшилово (рос. Тешилово) — присілок в Сухиницькому районі Калузької області Російської Федерації.
Населення становить 8 осіб. Входить до складу муніципального утворення Село Бринь.

## Історія
Від 2004 року входить до складу муніципального утворення Село Бринь

## Населення
1. Н/Д[2]